# 莎拉·肯恩
萨拉·凯恩（Sarah Kane，1971年2月3日—1999年2月20日），是英國新一代的劇作家。她是英國新生代戲劇浪潮「扑面戲劇」（In-Yer-Face Theatre）的代表人物，善於透過殘酷恐怖的意象直視人類世界的真實。她的知名作品包括《摧毀》（Blasted）、《菲德拉的愛》(Phaedra's Love)、《滌淨》（Cleansed）、《渴爱crave》和《4.48 精神崩溃》（4.48 Psychosis） 。
萨拉·凯恩是欧美最重要的当代编剧。她生前只留下5部剧作，却成为我们这个时代的代表人物，作品在各国不停地上演，对世界戏剧的新潮流产生了深刻的影响。她是当今世界上演量最大的新剧作家，德国2001年曾出现17个剧团同时上演她作品的现象。她的作品曾在劇壇上引起過極大迴響，並獲得高度評價，例如世界著名的戲劇家哈羅德·品特（Harold Pinter）及愛華德·邦德（Edward Bond）曾高度評價她的作品。
被抑鬱症纏繞多年的萨拉·凯恩，終在1999年2月20日吊頸自殺身亡。那時，她28歲。

## 生平
萨拉·凯恩在英國英格蘭東南部的艾塞克斯郡出生，父母都是日報記者，並且有很深的基督宗教信仰。她在英國西部的港口布里斯托爾大學學習戲劇表演，以最優成績榮譽畢業，而後再伯明翰大學繼續深造，獲得碩士學位。
凯恩被受抑鬱症折磨多年，並曾兩次自願進入倫敦的醫院接受治療。但她仍然堅持寫作劇本，並擔任英國一家劇團的駐團編劇。直到1999年2月，在服食過量藥物送院後的兩日，她被發現在倫敦一家醫院的浴室內吊頸自殺。

## 中文演出史
- 4.48 Psychosis中文首演：2005年10月14日由表演共和國於台北國家戲劇院實驗劇場演出《莎拉肯恩@4.48精神異常》。陳惠文導演。
- 《渴求crave》中国大陆首演：2009年北京薪传实验剧团，纪念凯恩逝世十周年，王翀翻译·导演